# Selección de fútbol de Abjasia
La selección de fútbol de Abjasia es el equipo que representa a Abjasia a nivel internacional, por lo que no pueden participar en los torneos organizados por la UEFA y FIFA. Sin embargo Abjasia es miembro de ConIFA.

## Historia
En el 2014 Abjasia participó de la Copa Mundial de Fútbol de ConIFA de 2014 y quedó encuadrada en el Grupo B junto con las selecciones 
de Occitania, y Laponia (Que fue el organizador del torneo).
Su primer partido fue contra la Selección de fútbol de Occitania, donde empató 1-1 con gol de Brice Martínez para Occitania a los
68'. Casi terminando el encuentro (83') Gerome Hernández marcó el empate para Abjasia. Luego, el 2 de junio de 2014 jugó contra
el anfitrión, Laponia. Abjasia abrió el marcador a los 19' del primer tiempo gracias a Amal Vardania, ya en la segunda parte (51'),
Jirijoonas Kanth anotó para el local y puso el 1-1 parcial. A los 72' Vladimir Arbun anotó el gol definitivo para que Abjasia le gane
al local.
Abjasia quedó primera de grupo con 4 pts. al igual que Occitania, que en el partido final venció por 1-0 a Laponia y quedó eliminado
el anfitrión del torneo con 0 pts.
En la segunda fase se enfrentó a la selección de Osetia del Sur que empató 0-0 en los 90' y en el suplementario, pero perdió por penales 0-2,
luego de que fallaran Akhmat Agrba, Sandrik Tsveyba, Dmitri Akhba y Georgij Zhanava.
En el Mundial de ConIFA de 2016, Abjasia se encuadró en el grupo A, junto a las selecciones de Armenia Occidental y las Islas Chagos.
Termina primera de grupo, luego de ganar sus 2 partidos (9-0 a las Islas Chagos y 1-0 a Armenia Occidental).
En los cuartos de final se encuentra a Laponia, donde gana por 2-0. Con el mismo resultado, vence a Chipre del Norte en semifinales y accede a su primera final, que sería frente a Panjab.
Luego de que Ruslan Shoniya marcara para Abjasia, y Amar Purewal para Panjab, Abjasia gana por 6-5 en los penaltis, dándole la victoria y campeonato mundial a Abjasia, siendo este el primer gran logro abjasio.

## Estadísticas

### Copa Mundial ConIFA
| Copa Mundial ConIFA | Copa Mundial ConIFA | Copa Mundial ConIFA | Copa Mundial ConIFA | Copa Mundial ConIFA | Copa Mundial ConIFA | Copa Mundial ConIFA | Copa Mundial ConIFA |
| Año                 | Ronda               | J                   | G                   | E                   | P                   | GF                  | GC                  |
| ------------------- | ------------------- | ------------------- | ------------------- | ------------------- | ------------------- | ------------------- | ------------------- |
| 2014                | Cuartos de final    | 5                   | 1                   | 3                   | 1                   | 6                   | 6                   |
| 2016                | Campeón             | 5                   | 4                   | 1                   | 0                   | 15                  | 1                   |
| 2018                | Fase de grupos      | 6                   | 4                   | 1                   | 1                   | 15                  | 4                   |
| Total               | 3/3                 | 16                  | 9                   | 5                   | 2                   | 36                  | 11                  |

### Copa Europa de ConIFA
| Copa Europa de ConIFA | Copa Europa de ConIFA | Copa Europa de ConIFA | Copa Europa de ConIFA | Copa Europa de ConIFA | Copa Europa de ConIFA | Copa Europa de ConIFA | Copa Europa de ConIFA |
| Año                   | Ronda                 | J                     | G                     | E                     | P                     | GF                    | GC                    |
| --------------------- | --------------------- | --------------------- | --------------------- | --------------------- | --------------------- | --------------------- | --------------------- |
| 2015                  | No Participó          | No Participó          | No Participó          | No Participó          | No Participó          | No Participó          | No Participó          |
| 2017                  | Cuarto lugar          | 5                     | 1                     | 3                     | 1                     | 5                     | 6                     |
| 2019                  | Tercer lugar          | 5                     | 2                     | 3                     | 0                     | 6                     | 3                     |
| Total                 | 2/3                   | 10                    | 3                     | 6                     | 1                     | 11                    | 9                     |

## Última convocatoria
Convocatoria para la Copa Europa de Fútbol de ConIFA 2019

## Historial de partidos

### Copa Mundial de ConIFA
| Fecha              | Lugar               |         | Rival              | Resultado      |
| ------------------ | ------------------- | ------- | ------------------ | -------------- |
| 1 de junio de 2014 | Östersund, Suecia   | Abjasia | Occitania          | 1-1            |
| 2 de junio de 2014 | Östersund, Suecia   | Abjasia | Laponia            | 2-1            |
| 4 de junio de 2014 | Östersund, Suecia   | Abjasia | Osetia del Sur     | 0-0 (0-2 pen.) |
| 5 de junio de 2014 | Östersund, Suecia   | Abjasia | Padania            | 3-3 (2-4 pen.) |
| 7 de junio de 2014 | Östersund, Suecia   | Abjasia | Occitania          | 0-1            |
| 29 de mayo de 2016 | Sujumi, Abjasia     | Abjasia | Islas Chagos       | 9-0            |
| 31 de mayo de 2016 | Sujumi, Abjasia     | Abjasia | Armenia Occidental | 1-0            |
| 1 de junio de 2016 | Sujumi, Abjasia     | Abjasia | Laponia            | 2-0            |
| 4 de junio de 2016 | Sujumi, Abjasia     | Abjasia | Chipre del Norte   | 2-0            |
| 5 de junio de 2016 | Sujumi, Abjasia     | Abjasia | Panjab             | 1-1 (6-5 pen.) |
| 31 de mayo de 2018 | Enfield, Inglaterra | Abjasia | Tíbet              | 3-0            |
| 2 de junio de 2018 | Enfield, Inglaterra | Abjasia | Kárpátalja         | 0-2            |
| 3 de junio de 2018 | Enfield, Inglaterra | Abjasia | Chipre del Norte   | 2-2            |
| 5 de junio de 2018 | Aveley, Inglaterra  | Abjasia | Tamil Eelam        | 6-0            |
| 7 de junio de 2018 | Bromley, Inglaterra | Abjasia | Coreanos en Japón  | 2-0            |
| 9 de junio de 2018 | Aveley, Inglaterra  | Abjasia | Cabilia            | 2-0            |

### Copa Europa de ConIFA
| Fecha               | Lugar                    |         | Rival              | Resultado                                                |
| ------------------- | ------------------------ | ------- | ------------------ | -------------------------------------------------------- |
| 5 de junio de 2017  | Kyrenia, Norte de Chipre | Abjasia | Osetia del Sur     | 2-1                                                      |
| 6 de junio de 2017  | Nicosia, Norte de Chipre | Abjasia | Kárpátalja         | 2-2                                                      |
| 7 de junio de 2017  | Zafer, Norte de Chipre   | Abjasia | Chipre del Norte   | 0-0                                                      |
| 9 de junio de 2017  | Nicosia, Norte de Chipre | Abjasia | Padania            | 0-0 (5-6 pen.)                                           |
| 10 de junio de 2017 | Kyrenia, Norte de Chipre | Abjasia | País Sículo        | 1-3                                                      |
| 2 de junio de 2019  | Askeran, Artsaj          | Abjasia | Cameria            | 3-1                                                      |
| 3 de junio de 2019  | Martakert, Artsaj        | Abjasia | Laponia            | 1-0                                                      |
| 4 de junio de 2019  | Xocavənd, Artsaj         | Abjasia | Artsaj             | 1-1 Archivado el 10 de junio de 2019 en Wayback Machine. |
| 6 de junio de 2019  | Stepanakert, Artsaj      | Abjasia | Armenia Occidental | 1-1 (0-3 pen.)                                           |
| 8 de junio de 2019  | Stepanakert, Artsaj      | Abjasia | Cameria            | 0-0 (5-4 pen.)                                           |

### Amistosos
| Fecha                    | Lugar                |         | Rival                           | Resultado |
| ------------------------ | -------------------- | ------- | ------------------------------- | --------- |
| 2 de octubre de 2007     | Ochamchira, Abjasia  | Abjasia | URSS Veteranos                  | 4-4       |
| 27 de septiembre de 2008 | Sujumi, Abjasia      | Abjasia | URSS Veteranos                  | 3-3       |
| 23 de junio de 2012      | Sujumi, Abjasia      | Abjasia | FC Kubán Krasnodar              | 2-1       |
| 25 de septiembre de 2012 | Sujumi, Abjasia      | Abjasia | Artsaj                          | 1-1       |
| 21 de octubre de 2013    | Stepanakert, Abjasia | Abjasia | Artsaj                          | 0-3       |
| 7 de junio de 2013       | Novi Afon, Abjasia   | Abjasia | Abjasia Sub-21                  | 3-3       |
| 23 de septiembre de 2013 | Sujumi, Abjasia      | Abjasia | Osetia del Sur                  | 3-0       |
| 10 de noviembre de 2013  | Sujumi, Abjasia      | Abjasia | Abjasia Sub-21                  | 4-4       |
| 10 de octubre de 2014    | Sujumi, Abjasia      | Abjasia | Chechenia                       | 1-0       |
| 19 de marzo de 2015      | Sujumi, Abjasia      | Abjasia | Lugansk                         | 1-0       |
| 14 de mayo de 2015       | Sujumi, Abjasia      | Abjasia | Donetsk                         | 1-0       |
| 19 de mayo de 2016       | Sujumi, Abjasia      | Abjasia | Donetsk                         | 0-0       |
| 28 de mayo de 2017       | Sujumi, Abjasia      | Abjasia | Donetsk                         | 1-2       |
| 31 de mayo de 2017       | Sujumi, Abjasia      | Abjasia | Campeonato de Fútbol de Abjasia | 3-3       |
| 9 de octubre de 2017     | Ochamchira, Abjasia  | Abjasia | URSS Veteranos                  | 4-2       |
| 8 de agosto de 2018      | Sujumi, Abjasia      | Abjasia | Nigeria                         | 4-0       |
| 25 de septiembre de 2020 | Sujumi, Abjasia      | Abjasia | Donetsk                         | 0-0       |
| 11 de junio de 2021      | Sujumi, Abjasia      | Abjasia | PFC Sochi                       | 1-0       |
| 16 de noviembre de 2022  | Sujumi, Abjasia      | Abjasia | Adigueya                        | 1-1       |
| 23 de noviembre de 2022  | Sujumi, Abjasia      | Abjasia | Kabardia-Balkaria               | 2-4       |

## Estadio
EL estadio nacional de abjasia es el Estadio Dinamo (Sujumi) el cual se utilizó en la Copa Mundial de Fútbol de ConIFA de 2016, tiene una capacidad de 4500 espectadores.

## Entrenadores
| N.º    | Entrenador         | Período     | Partidos | Victorias | Empates | Derrotas | Porcentaje victorias |
| ------ | ------------------ | ----------- | -------- | --------- | ------- | -------- | -------------------- |
| 1      | Jemal Gubaz        | 2007 - 2008 | 2        | 0         | 2       | 0        | 0                    |
| 2      | Juma Kvaratskhelia | 2012 - 2017 | 28       | 12        | 12      | 4        | 42.86                |
| 3      | Beslan Adjindjal   | 2018 - 2019 | 12       | 7         | 4       | 1        | 58.33                |
| 4      | Beslan Gubliya     | 2020 -      | 4        | 1         | 2       | 1        | 25                   |
| Totals | Totals             | Totals      | 46       | 20        | 20      | 6        | 43.47                |

## Presidentes de la Federación de Fútbol de Abjasia
| N.º | Nombre             | Período               |
| --- | ------------------ | --------------------- |
| 1   | Vladimir Mikanba   | 1994-?                |
| 2   | Valery Arshba      | ?-?                   |
| 3   | Rafael Ampar       | ?-2004                |
| 4   | Gennady Tsvinaria  | 2004-2005             |
| 5   | Artur Mikvabia     | 30/03/2006-?/03/2007  |
| 6   | Leonid Dzapshba    | ?/03/2007-19/03/2012  |
| 7   | Jemal Gubaz        | 19/03/2012-21/09/2015 |
| 8   | Rouslan Adjindjal  | 15/10/2015-20/01/2017 |
| 9   | Juma Kvaratskhelia | 25/02/2017-02/03/2021 |
| 10  | Tarash Hagba       | 02/03/2021-?          |